# Rollcage Stage II
Rollcage Stage II est un jeu vidéo de course sorti en 2000 sur PlayStation et PC. Il a été développe par Attention to Detail et édité par Psygnosis. Il s'agit de la suite de Rollcage.

## Système de jeu
Le joueur dirige une voiture futuriste au travers de diverses courses. Il doit affronter et vaincre ses adversaires. Les voitures ont la capacité de rouler sur leurs deux faces, et cela aussi bien au sol que sur les murs ou le plafond (à condition d'aller assez vite, elles peuvent en effet atteindre des vitesses de plus de 400 km/h).
CoupeC'est un mode qui contient trois difficultés : débutant, expert et maître. Chaque difficulté est débloquée par la victoire de la précédente et est composée de championnats (comprenant quatre courses normales et une éliminatoire). Il existe cinq types de championnats : Typhon, Ouragan, Tornado, Cyclone et Aurora.
On trouve les quatre premiers modes au niveau "Débutant" et le dernier s'ajoute pour les deux niveaux de difficulté suivants (au niveau "Maître", les nouvelles voitures se débloquent par des bonus cachés au nombre de un par course).
Il existe deux modes de jeu au championnat :
- Le mode classique ou les points se gagnent seulement selon le classement
- Le mode moderne où les points se gagnent non seulement par le classement mais aussi par les coups donnés aux advervaires et des bonus de "meilleur temps".

ArcadeIl s'agit d'un mode où l'on peut faire de simples courses avec les voitures et les circuits qu'on a débloqué on peut aussi définir la difficulté souhaitée (ce mode est aussi jouable à deux).
Contre la montreDans ce mode, le joueur essaye de battre le record de chaque circuit. Un fantôme de la voiture ayant fait le meilleur temps accompagne le joueur.
EntraînementCe mode est composé de dix leçons afin d'apprendre les bases de pilotage d'une voiture Rollcage.
RuéeLe mode "Ruée" se veut plus fun et moins axé sur la course. On y trouve des énigmes sous forme de circuits (20 au total) dotés de loopings, vrilles et spirales.
DémolitionLe joueur peut jouer à ce mode après l'avoir débloqué. Dans celui-ci, il doit démolir le maximum de bâtiments d'un circuit dans un temps choisi (il y a dans certains circuits des décors destructibles). Ce mode est aussi jouable à deux.
Total des circuitsLe joueur peut jouer à ce mode après l'avoir débloqué. Il faut simplement y faire la totalité des circuits en un minimum de temps.